# مليون شيء صغير
مليون شيء صغير (بالإنجليزية: A Million Little Things)‏ هي مسلسل تلفزيوني درامي عائلي أمريكي تم بثه على أيه بي سي منذ 26 سبتمبر 2018.

## روابط خارجية
- مليون شيء صغير على موقع IMDb (الإنجليزية)
- مليون شيء صغير على موقع ميتاكريتيك (الإنجليزية)
- مليون شيء صغير على موقع روتن توميتوز (الإنجليزية)
- مليون شيء صغير على موقع كينوبويسك (الروسية)
- مليون شيء صغير على موقع ألو سيني (الفرنسية)
- مليون شيء صغير على موقع قاعدة بيانات الفيلم (الإنجليزية)